# Fell – Eine Liebesgeschichte
Fell – Eine Liebesgeschichte (Alternativtitel Fell – Ein imaginäres Portrait von Diane Arbus) ist ein US-amerikanisches Filmdrama des Regisseurs Steven Shainberg aus dem Jahr 2006. Das Drehbuch von Erin Cressida Wilson beruht auf der Biografie Diane Arbus: A Biography von Patricia Bosworth. Die Hauptrolle spielte Nicole Kidman.

## Handlung
Im New York in den späten 1950er verliebt sich Diane Arbus, Gattin des Fotografen Allan, Mutter zweier Töchter und Tochter eines prominenten Pelzmodezaren und angesehenes Mitglied der feinen Gesellschaft, eines Tages Hals über Kopf in ihren Nachbarn Lionel, einen schwerreichen und charmanten, doch von Kopf bis Fuß dicht behaarten Wolfsmenschen. Lionel bestärkt Diane durch ihre Affäre, lange Gespräche und Ausflüge in die Welt von Nudisten, Zwergen und Freaks in ihrer Absicht, selbständig ihren Weg als Künstlerin zu suchen. Diane entdeckt ihr Talent fürs Fotografieren, was ihren Gatten nicht eben glücklich stimmt.

## Kritiken
Kirk Honeycutt schrieb im Hollywood Reporter vom 12. Oktober 2006, dass das Konzept des Films zum Teil extrem banal sei.
Die Zeitschrift Filmbulletin – Kino in Augenhöhe widmete dem Film einen ausführlichen Essay, in welchem der Film als eines jener „Zwischenwesen“ analysiert wird, die auch die Fotografin Diane Arbus so interessierten: „Mehr Märchen als Biopic und doch für ein Märchen zu nah an den Fakten ist der Film ein kurioser Zwitter, ein Zwischenwesen wie die Transvestiten, Schausteller, Behinderten und New Yorker Stadt-Originale, welche Diane Arbus mit Vorliebe porträtierte.“
Das Lexikon des internationalen Films urteilt: „Der Semi-Biopic orientiert sich in seinen Eckdaten zwar am Leben der Fotografin, verwischt ansonsten aber geschickt die Grenzen zwischen Dichtung und Wahrheit. Ein in den Hauptrollen überzeugend gespieltes Drama über einen seinerzeit gewagten Emanzipationsprozess.“

## Hintergrund
Der Film wurde in New York City und in New Jersey gedreht. Seine Produktionskosten betrugen etwa 16,8 Millionen US-Dollar.
Die Weltpremiere des Films erfolgte am 1. September 2006 auf dem Telluride Film Festival. Am 13. Oktober 2006 wurde der Film auf dem Festival Festa del Cinema internazionale di Roma in Rom gezeigt. Die Veröffentlichung in den Kinos der Vereinigten Staaten erfolgte am 10. November 2006.
Der Film wurde in Deutschland nicht im Kino veröffentlicht, sondern erschien am 26. Oktober 2007 als Direct-to-DVD-Version im deutschen Handel.